# Marvel Future Fight
Marvel Future Fight es un videojuego móvil con temática de superhéroes desarrollado por Netmarble Monster y publicado por Netmarble Games, y está afiliado directamente con Marvel Entertainment bajo Disney, disponible con muchos uniformes de superhéroes y supervillanos con sus detalles.

## Jugabilidad

### Mecánica de personajes
Hay más de 200 personajes jugables, organizados en 4 tipos:
Combate: Tipo destinado para personajes cuyas habilidades se enfoquen en el impacto directo cuerpo a cuerpo, usualmente destinado para personajes corpulentos y fuertes.
Detonación: Tipo destinado para personajes con habilidades de larga distancia o que se basen en el lanzamiento de proyectiles.
Velocidad: Tipo destinado para personajes con habilidades enfocadas en ataques rápidos y ágiles, ya sean a cuerpo a cuerpo o a distancia, usualmente destinado para personajes ágiles.
Universal: Tipo destinado para personajes establecidos que cumplen con las habilidades de los 3 tipos anteriores, destinado para personajes considerados de un poder superior, aunque esto no afecta a su verdadera usabilidad en juego.
Los personajes se encuentran divididos en varias categorías, las cuales desbloquean habilidades y mejora las estadísticas de cada personaje, no todos los personajes pueden llegar al nivel máximo. 
| Categoría             | Nivel | Descripción | Destinado para                                                                                         |
| --------------------- | ----- | --- | --- |
| 1                     | 1-60  | Nivel básico donde inician la mayoría de personajes, se compone de un crecimiento en base a 6 estrellas de rango y maestría respectivamente, esto por medio del recurso de "biometrías" respectivo del personaje. Se desbloquean las 5 habilidades principales del personaje así como su liderazgo y primer pasiva. | Personajes comunes                                                                                     |
| 2                     | 60-70 | Nivel intermedio donde el personaje asciende de nivel por medio del gasto de biometrías de cualquier personaje así como otros materiales. Desbloquea la habilidad pasiva de categoría 2. | Personajes comunes                                                                                     |
| 2 nativa              | 1-70  | Categoría especial de ciertos personajes, que inician siendo categoría 2 pero en nivel 1, por lo que suben de nivel y rango de la misma manera que un categoría 2 común. | Personajes considerados más poderosos o complejos que el resto.                                        |
| 3                     | 70-80 | Nivel avanzado donde el personaje obtiene un nivel de daño y estadísticas adecuadas para la mayoría de modos de juego, hasta antes de 2022 era la categoría máxima junto al Potencial trascendido. Desbloquea la habilidad 6 de categoría 3, una habilidad de mucho mayor daño y visuales espectaculares, la cual necesita de ser cargada al utilizar otras habilidades, de manera similar a los combos de la saga Marvel vs Capcom | Personajes comunes y nativos de categoría 2, considerados como importantes dentro del universo Marvel. |
| Potencial trascendido | 70-80 | Nivel avanzado donde el personaje obtiene un nivel de daño y estadísticas adecuadas para la mayoría de modos de juego, hasta antes de 2022 era la categoría máxima junto a la categoría 3. Desbloquea la habilidad 6 de potencial, una habilidad de mucho mayor daño y visuales espectaculares, donde el personaje aparece junto a otros 2 que comparten la misma cinemática.                                                       | Personajes comunes, considerados como secundarios dentro del universo Marvel.                          |
| 3 nativa              | 1-80  | Nivel avanzado especial de ciertos personajes, que inician siendo categoría 3 pero en nivel 1, por lo que suben de nivel y rango de la misma manera que un categoría 3 común. | Personajes considerados extremadamente poderosos, aunque esto no afecta a su usabilidad.               |
| 4                     | 80    | Nivel más avanzado del juego, el cual se accede de una manera similar a la categoría 3 con materiales que se obtienen en más modos de juego. Desbloquea la habilidad 7 de categoría 4, donde un personaje adicional aparece como asistencia. | Algunos personajes seleccionados de manera gradual.                                                    |

El personaje del jugador tiene un modo de ataque predeterminado que causa un daño sustancial que involucra ataques cuerpo a cuerpo y armas repetitivos según el tipo de personaje elegido. El personaje activo se fijará en un objetivo y continuará moviéndose hacia él para atacarlo a menos que se indique lo contrario. Además del modo de ataque predeterminado, cada personaje tiene habilidades especiales adicionales que pueden ser ataques dirigidos, ataques AOE o inducir la aplicación de beneficios o escudos y son exclusivos de cada personaje. Cada habilidad viene con un enfriamiento. Las habilidades son activas o pasivas. El jugador inicia la habilidad activa, mientras que las habilidades pasivas se activarán cuando se cumplan condiciones específicas durante el juego. Un personaje comenzará con 2 habilidades inicialmente y ganará hasta 7 habilidades a medida que suba de rango. Aparte de las 7 habilidades, cada personaje tiene una habilidad adicional de Liderazgo que se desbloquea mediante el dominio del personaje. Esta habilidad está activa cuando el personaje está en la posición de liderazgo del equipo. Todos los miembros del equipo recibirán los beneficios de la habilidad de liderazgo durante toda la duración del nivel. Otro tipo de habilidad llamada habilidad pasiva de nivel 2 se desbloquea cuando el personaje alcanza el estado de nivel 2. Ciertos personajes comienzan como personajes nativos de nivel 2. La pasiva de nivel 2 funciona cuando el personaje no es un líder. El jugador puede tener un máximo de 5 equipos configurados. También hay bonificaciones de equipo, para ciertos conjuntos de combinaciones de equipos de personajes. Los personajes se desbloquean y clasifican obteniendo Biometrías/xgenes, que se pueden encontrar en ciertas misiones, así como en la tienda de juegos. 
Los personajes pueden obtener mejores opciones de actualización en niveles más altos y se pueden subir de nivel a través del XP de los personajes. Los jugadores pueden personalizar a los héroes según su estilo de juego a través de mejoras, como mejorar habilidades, equipo y equipar ISO-8. Actualizar las habilidades aumenta su nivel de daño, actualizar el equipo mejora un rasgo específico del héroe, como HP o Velocidad de ataque, y equipar conjuntos ISO-8 proporciona diferentes beneficios y rasgos. En las distintas tiendas, además de Biometría, los jugadores también pueden comprar cofres, energía, boletos claros, ISO-8, paquetes biométricos y otros suministros. Ciertas tiendas requieren tokens, mientras que Game Store requiere cristales o moneda real. La tienda de uniformes y S.H.I.E.L.D. La minitienda de laboratorio requiere cristales y oro.
Una actualización agregó el Nivel 3 a la mezcla, ya que varios personajes, comenzando con Capitán América, Iron Man y Spider-Man, y desde entonces se ha ampliado a 21 personajes, se han puesto en juego. A partir de septiembre de 2019, estos personajes se pueden actualizar al nivel 3 al "romper un límite", lo que permite que el personaje alcance el nivel 70 mediante el uso continuo de materiales obtenidos a través de los jefes mundiales. Además, hay que actualizar los engranajes de los personajes a 25 de los 20 originales, que solía ser el máximo. Los materiales para actualizar los engranajes a 25 se pueden obtener jugando otra característica recientemente agregada llamada "World Boss Ultimate". Los jugadores pueden comprar mejoras adicionales, equipo, tarjetas de historietas y consumibles a través de las tiendas. Los jugadores pueden subir de rango sin ganar experiencia adicional con los boletos de ascenso de rango.

#### Recursos del juego
Cromo: Portadas de cómics reales que otorgan estadísticas adicionales para todos los modos de juego, incluyendo la necesaria perforación adicional.
Espada: Elementos basados en el personaje de Captain Britain (Betsy Braddock), que dependiendo de las joyas que se les incrusten aumentan ciertas estadísticas para los personajes.
Emblema: Stickers de personajes variados de los cómics que otorgan efectos en algunos modos de juego determinados.
Archivo: Easter eggs ocultos en ciertas partes del juego que al encontrarse o comprarse dan ciertas recompensas.
Urus: Piedras mágicas asgardianas que se pueden equipar en el personaje para aumentar ciertas estadísticas, su versión mejorada son las Bendiciones de Odín.
Kit de mejora de equipo: Cajas cósmicas que permiten mejorar el efecto del tipo en el personaje, aumentando el daño que hace a otros tipos.
ISO-8: Piedras radioactivas que al juntar una combinación establecida, le dan un impulso esencial a las estadísticas del personaje.
Artefacto: Amuleto que permite aumentar estadísticas de daño de instinto de un personaje, si el personaje tiene el artefacto con la imagen del mismo personaje obtendrá una pasiva adicional.
Equipo personalizado: Máquina celestial que otorga un efecto durante la partida al personaje equipado.
C.T.P.: Versión mejorada de los equipos personalizados que proveen de efectos muy potentes al personaje, están inspirados en los Celestiales y se dividen en normal, poderoso y brillante.
Uniformes: Skins que otorgan un cambio físico al personaje, así como de nuevas habilidades y estadísticas que vuelven útil al personaje según el estado del juego, algunos pueden incluir una pasiva extra por sí mismos. Están basados en arcos de los cómics, películas del Universo Cinematográfico de Marvel o las animaciones de Spiderverse así como ideas originales.

### Modos de juego
Hay varios modos de juego que están disponibles para el jugador, algunas requieren el precio de la energía. 

#### Misión

##### Historia
En este modo de juego se cuenta la historia principal del juego, donde Iron Man, Capitán América y Viuda Negra intentan evitar que un grupo de villanos se apoderen de artefactos poderosos relacionados al multiverso, con la ayuda de otros personajes. Este modo de juego recibió una actualización en 2020.

##### Misión dimensional
Modo de juego que reúne elementos de modos de juego eliminados, así como del modo historia original, en el cual los jugadores pueden recolectar recursos básicos completando misiones comunes.

##### Saga del multiverso
Modo de juego que pretende expandir la historia contada en el modo Historia utilizando personajes establecidos, en la cual se pueden obtener recursos de emblemas, este se compone de los siguientes capítulos:
Día de la condenación: Historia protagonizada por los 4 Fantásticos, en la cual estos tratan de frustrar un plan de Dr. Doom así como rescatar a los hijos de Reed y Sue.

##### Misión de envío
Modo de juego que recapitula varias misiones del modo Misión dimensional, el modo Historia y las misiones Épicas divididas en sectores, en cada uno se puede establecer el "envío" de personajes según unos requerimientos, de los cuales se pueden obtener recursos dependiendo del nivel de los personajes enviados.

##### Misión épica
Modos historia que relatan algunos sucesos del multiverso Marvel, con el fin de establecer un entorno de juego en el cual seguir el proceso de crecimiento de un personaje de categoría nativa, quien protagoniza un arco narrativo en el cual se avanza a la vez que se completan misiones y se mejoran personajes, incluye misiones en las cuales se pueden obtener recursos de mejora de ciertos personajes establecidos, o bien, desbloquear otros personajes de categoría 2 nativos. Las historias contenidas suelen estar basadas en arcos de los cómics o películas del Universo Cinematográfico de Marvel, las cuales son:
Hechicero Supremo: Historia protagonizada por Dr. Strange, basada en la película Dr. Strange (2016), con modificaciones para incluir personajes como Hellstorm y Satana.
El ascenso de los X-Men: Historia clásica de los X-Men protagonizada por Wolverine, donde deberá detener a Magneto y Phoenix junto a miembros clásicos de la agrupación.
X-Force: Historia protagonizada por Deadpool, basada ligeramente en Deadpool 2 (2018), con modificaciones para incluir personajes como Psylocke, Stryfe y Fantomex.
Primera familia: Historia clásica de los 4 Fantásticos protagonizada por Reed Richards, donde deben detener a Dr. Doom y su amada Victorius.
El imperativo galáctico: Historia protagonizada por Beta Ray Bill, situada en el entorno espacial de Marvel, incluyendo personajes como Nova, Gladiator y Cosmic Ghost Rider.
Reino oscuro: Historia protagonizada por Sentry, basada en el arco de Dark Reign donde Iron Patriot y su equipo de Vengadores obscuros juntan materiales para despertar la personalidad The Void de Sentry.
El Destino de la humanidad: Conjunto de historias basadas en la película Eternals (2021), cuya principal cuenta la historia de Sersi recibiendo la ayuda de Ironman en una investigación. Es la única misión épica donde cuyos protagonistas no son nativos de categoría 2 ni 3.
Reina duende: Historia protagonizada por Havok, basada en cómics actuales de los X-Men, donde este hace equipo con Cable y Rachel Summers para detener a Madelyne Prior.

#### Desafío

##### Batalla legendaria
Conjunto de misiones basadas en películas del Universo Cinematográfico de Marvel, las cuales ofrecen recompensas habilidades al mejorar o comprar personajes o uniformes relacionados con los filmes: Thor: Ragnarok (2017), Black Panther (2018), Avengers: Infinity War (2018), Ant-Man and the Wasp (2018), Capitana Marvel (2019), Avengers: Endgame (2019), Spider-Man: lejos de casa (2019), Black Widow (2020), Shang-Chi y la leyenda de los Diez Anillos (2021), Thor: Love and Thunder (2022), Black Panther: Wakanda Forever (2022), Ant-Man and the Wasp: Quantumania (2023) y The Marvels (2023). 

##### Jefe mundial
Misiones enfocadas en un único jefe, donde los jugadores se enfrentan en un equipo de 3 integrantes y 5 asistencias a villanos de nivel cósmico. En este modo se obtienen recursos según el nivel de dificultad elegido, los cuales son:
| Dificultad   | Recomendado                                                          | Recursos para   | Jefes |
| ------------ | -------------------------------------------------------------------- | --------------- | --- |
| Principiante | Personajes rango 6 estrellas                                         | Categoría 2     | Miembros de la orden negra y Thanos, Bruja escarlata, Quicksilver, Cable y Apocalipsis.                                                                                        |
| Normal       | Personajes categoría 2                                               | Categoría 2     | Miembros de la orden negra y Thanos, Bruja escarlata, Quicksilver, Cable y Apocalipsis.                                                                                        |
| Definitivo   | Personajes categoría 3                                               | Categoría 3     | Miembros de la orden negra y Thanos con trajes inspirados en Avengers: Infinity War (2018), Bruja escarlata, Quicksilver, Cable y Apocalipsis, con trajes de comics recientes. |
| Leyenda      | Personajes categoría 3 con nivel mayor a 72 y personajes categoría 4 | Categoría 3 y 4 | Knull, Mefisto, Ultrón, Gorr, Dark Phoenix y Kang el Conquistador |
| Leyenda +    | Personajes categoría 4                                               | Categoría 3 y 4 | Black Swan, Miembros de la orden negra y Rey Thanos |

##### Tierra de sombras
Modo de juego inspirado en el arco Shadowland, en el cual el jugador deberá usar todos sus personajes con el fin de llegar a la etapa 35 para enfrentar a Daredevil, después de dicha etapa el modo se vuelve infinito, con reinicio cada semana.

##### Brecha dimensional
Modo de juego que abre una sala privada donde el jugador junto a amigos y miembros de alianza completan una misma misión del modo Historia durante 30 minutos, con el fin de al completarla obtener un bono de recursos para mejora de cromos.

##### Supervivencia contra zombis
Modo de juego basado en un episodio de la serie What if... ?, el que el jugador utiliza varios personajes con ciertas habilidades con el fin de sobrevivir por determinado tiempo a una horda de zombies, con un jefe representado en miembros de los Vengadores infectados como zombies. 

#### Arena

##### Duelo dimensional
Modo de juego jugador vs jugador, donde el jugador enfrenta a un equipo rival en una arena determinada en un duelo de eliminaciones dividido por ligas. Algunos personajes son creados enfocados en este modo de juego.

##### Batalla de otro mundo
Modo de juego donde el jugador observa batallas de un equipo formado por este contra los de otros jugadores, posee una tienda donde se pueden comprar mejoras para el equipo o recursos.

##### Batalla de la alianza
Modo de juego ligado a una alianza, donde el jugador deberá luchar contra un jefe inmortal con el fin de recolectar la mayor cantidad de puntos posibles según la restricción de personajes. En este modo el jugador se enfrenta según la dificultad a una bestia asgardiana o Surtur.

##### Torneo de la alianza
Modo de juego donde las mejores alianzas a nivel mundial luchan en enfrentamientos similares a los de Batalla de otro mundo.

##### Conquista de la alianza
Uno de los modos de juego más competitivos. En este modo de juego cooperativo se enfrentan 3 alianzas de hasta 40 miembros para obtener la mayor cantidad de puntos. El modo consiste en batallas durante 12 fases de 2 horas cada una durante 4 días, para conquistar la cantidad de zonas de un mapa de juego. El mapa está dividido en 10 zonas cuya puntuación varía entre 2, 3 y 5 puntos. Hay 2 fases, una es la fase de batalla y la otra es la fase de preparación. La alianza que obtenga la puntuación más alta al final de las 12 fases o turnos gana la batalla. La alianza con más puntos suma puntos a su historial, la segunda mantiene su puntuación y la tercera pierde puntos.

##### Invasión del multiverso
Modo de juego donde 3 jugadores pelean contra un jefe invencible con el fin de obtener la mayor cantidad de puntos posible, al hacer una compra en la tienda este modo se convierte en la principal fuente de oro.

##### Asalto de jefe gigante
Modo de juego que crea una sala privada para 3 jugadores donde se enfrentarán a un jefe de tamaño y poder inmenso, los cuales dan material para mejora de tipo y para categoría 4 según la dificultad. Los personajes a derrotar son Molde maestro, Galactus y Dormammu.

##### Evento mundial
Modo de juego temporal que funciona cada 4 horas, en este el jugador utiliza un equipo formado por las mejores versiones a nivel mundial de personajes elegidos aleatoriamente, los cuales luchan contra enemigos en una arena con el fin de recolectar la mayor cantidad de puntos, siendo estos Ultrón y un ninja invencible de La mano.

## Trama
El colapso de varias dimensiones provoca investigaciones de Thor, Black Bolt y Black Panther. Después de luchar contra versiones alternativas de sí mismos, informan a Nick Fury. Mientras tanto, Capitán América, Black Widow y Iron Man defienden la Torre Stark de un ataque de Ultron. En el ataque, se revela que la empleada de Stark Industries Jemma Simmons es secuestrada por Advanced Idea Mechanics (AIM). Después de salvarla, los héroes encuentran versiones alternativas de muchos héroes y villanos en la búsqueda de MODOK. Concluyen A.I.M. ha construido un dispositivo para enviar personas entre dimensiones.
En paralelo, Sif ayuda a unos agentes de Shield a sobrellevar una invasión Inhumana. Mientras un equipo conformado por Thor, Spiderman, Capitana Marvel y Wolverine protegen Nueva York de una invasión de Loki, quien busca ISO-8 en la tierra.
Doctor Strange explica que el Dr. Simmons y él se han concentrado en una señal de energía similar al dispositivo de convergencia perdido en la batalla contra Ultrón. El equipo cree que son los Ultimates trabajando para resolver el problema del colapso de las dimensiones. Cuando llegan al cuartel general de Ultimates - The Triskellion, se enfrentan a los drones de los sistemas de defensa y a un escéptico Black Panther que cree que son de otra dimensión. Después de dominar a Black Panther y asegurarle su identidad, proceden a encontrarse con Blue Marvel, que está trabajando en el dispositivo para sellar las grietas dimensionales. De repente, se dan cuenta de que el Triskelion se ha bloqueado por completo. Anti-Man y otro recluso peligroso, detenido por los Ultimates, habían escapado de la contención. En este punto, el equipo siente curiosidad por saber quién es el otro recluso, exigiendo respuestas y encuentran que es Thanos, el Titán Loco. Con la ayuda de Jemma Simmons, el equipo encuentra un medio para rastrear la firma cronal de Thanos.
Doctor Strange explica que el Dr. Simmons y él se han concentrado en una señal de energía similar al dispositivo de convergencia perdido en la batalla contra Ultrón. El equipo cree que son los Ultimates trabajando para resolver el problema del colapso de las dimensiones. Cuando llegan al cuartel general de Ultimates - The Triskellion, se enfrentan a los drones de los sistemas de defensa y a un escéptico Black Panther que cree que son de otra dimensión. . Después de dominar a Black Panther y asegurarle su identidad, proceden a encontrarse con Blue Marvel, que está trabajando en el dispositivo para sellar las grietas dimensionales. De repente, se dan cuenta de que el Triskelion se ha bloqueado por completo. Anti-Man y otro recluso peligroso, detenido por los Ultimates, habían escapado de la contención. En este punto, el equipo siente curiosidad por saber quién es el otro recluso, exigiendo respuestas y encuentran que es Thanos, el Titán Loco. Con la ayuda de Jemma Simmons, el equipo encuentra un medio para rastrear la firma cronal de Thanos.
Con la incorporación de Carol Danvers, los héroes persiguen a Thanos pero son recibidos por Anti-Man. Al escuchar las falsas promesas de Thanos a Anti-Man para un futuro mejor, Tony y Adam Brashear pueden reconstruir las verdaderas intenciones de Thanos. Para complacer a Death, tiene la intención de usar el dispositivo de convergencia para abrir una brecha hacia el futuro y destruir la realidad usando el inestable Anti-Man. Los héroes pueden derrotar y razonar con Anti-Man, devolviéndolo bajo control. Luego proceden a evitar que Thanos abra la grieta. Se produce una batalla y, cuando están a punto de vencer a Thanos, logra deslizarse a través de la grieta hacia un punto desconocido en el futuro. El equipo se ve obligado a seguirle para evitar que Thanos destruya el futuro.

## Personajes
Marvel Future Fight cuenta actualmente con 248 personajes jugables a partir del 16 de noviembre de 2021. Los personajes jugables pueden ser de nivel uno o dos, y se pueden clasificar y dominar de 1★ a 6★, a través de biometría y Norn Stones, respectivamente. Un personaje 6★ totalmente equipado, nivelado y dominado desbloquea la capacidad de avanzar al nivel 2, excepto en el caso de los personajes de Black Order, Doctor Strange, Odin y Dormammu obtenidos con el estado de nivel 2 o como Sentry, Knull, y Mephisto (que son nativos de nivel 3). La mayoría de los datos biométricos de los personajes se pueden obtener a través de Story y la tienda de soporte de Dimension Missions, otros solo se pueden obtener a través de Event Quests, World Boss Raids, BattleWorld, Token Shops, Cofres, Dimension Shifters, Dimension Missions y ofertas de bonificación mensual.
En el caso de Erik Killmonger, Quasar, Valkyrie, Spider-Man 2099, Satana, Clea, Agente Venom, Kid Kaiju, Ironheart, Enchantress, Carnage, Hyperion, Luna Snow, Ghost Panther, Wasp, Ghost, Nick Fury, Rescue, Electro, Aero, Crescent, Slapstick, Baron Zemo, Sun Bird, Yelena Belova, Phyla-Vell, Red She-Hulk, Thane, Morbius, Spider-Woman y spot, estos personajes están disponibles a través de ofertas de bonos mensuales y el cofre de héroe premium. Del mismo modo X-23, Magik, Arma Hex, Colossus, Gambit, Juggernaut, Jubilee, Kitty Pryde, Namor, Mister Sinister y Dazzler se puede adquirir a través de las ofertas de bonos mensuales mutantes.
El nuevo modo de juego Danger Room presenta paquetes especiales para obtener Professor X, Rachel Summers, Abomination y Negasonic Teenage Warhead para acelerar hasta el nivel 2. Los nativos de nivel 2 como Doctor Strange, Wolverine, Deadpool, Mister Fantastic, Beta Ray Bill, Magneto, Jean Grey, Psylocke, Stryfe, Invisible Woman, Doctor Doom, Nova, Gladiator, Quicksilver, Scarlet Witch, Cable, Apocalypse, todos los personajes de Black Order, World Boss, Silver Surfer, Odin y Dormammu no se pueden obtener a través de ofertas de bonificación mensuales y solo se obtienen en los modos respectivos y el nativos de nivel 3 como Knull solo se puede adquirir a través de World Boss Legend: Knull (que se considera el más difícil contenido del juego).
Cada personaje está asignado a uno de los cuatro tipos de batalla principales: Explosión, Combate, Velocidad y Universal. Cada tipo tiene una ventaja en el orden cíclico Combate > Velocidad > Explosión, similar a un formato de piedra, tijera y papel. El cuarto tipo Universal tiene una ventaja de tipo equilibrado frente a los otros tipos y generalmente se aplica a personajes con poderes alienígenas o cósmicos. Los personajes con una ventaja de tipo contra el oponente obtienen un mayor daño que se ve en amarillo, mientras que los que tienen menos ventaja tienen menos daño visible en gris. Los niveles de rango y dominio también aumentan el daño de los personajes, y el rango y el dominio tienen prioridad sobre el tipo. Además de los tipos de personajes básicos, los personajes también tienen características de tipo secundario, como héroe, villano, hombre y mujer. Estos tipos restringen el uso de personajes en Shadowlands y Alliance Battles. Hay otros descriptores de personajes de importancia con la introducción de los X-Men, la biometría de estos personajes llamados X-genes está disponible solo para la especie designada Mutante. También existe un símbolo distintivo de nivel 2 para personajes mutantes para diferenciar los materiales Fragmentos M'kraan, Cristales M'kraan, Plumas del Fénix necesario para obtener el estado de nivel 2 o actualizar los personajes nativos mutantes de nivel 2. Los personajes pueden obtener efectos de bonificación adicionales al equipar uniformes y mejorarlos. Ciertos uniformes proporcionan conjuntos de habilidades completamente nuevos y también cambian el tipo de personaje (que puede ser principal y/o secundario). Se puede obtener una nueva habilidad despertando el potencial del personaje, y para ello es necesario alcanzar el nivel 70 y tener una habilidad del despertar.

## Recepción
Marvel Future Fight se lanzó el 30 de abril de 2015 para iOS y Android. Fue desarrollado por Netmarble Games, creadores de títulos como Star Wars: Force Arena, Seven Knights, Raven (Evilbane en el UU.) y Everybody's Marble. Marvel trabajó en estrecha colaboración con Netmarble para establecer los diversos antecedentes, apariencias y rasgos de los personajes. La historia del juego fue escrita por el escritor de cómics de Marvel más vendido Peter David.
Marvel Future Fight de Netmarble superó los 50 millones de descargas dos años después de su lanzamiento. 20 millones de estas descargas procedían de Asia, 10 millones de Norteamérica y Europa, 6 millones de Sudamérica y 2,9 millones de Oriente Medio.
Los jugadores han ganado $166 billones en oro en el juego. En mayo de 2018, el juego tenía más de 70 millones de jugadores. Marvel: Future Fight ha sido descrito como un juego de mazmorras.